# جامعة قبرص
جامعة قبرص (باليونانية: Πανεπιστήμιο Κύπρου)‏ و(بالتركية: Kıbrıs Üniversitesi)‏، هي جامعة بحثية عامة، تأسست في قبرص عام 1989، تقع في نيقوسيا عاصمة جمهورية قبرص.

## التاريخ
- قبلت طلابها الأوائل عام 1992، وتضم ما يقارب 7000 طالب.

- القبول بالنسبة لغالبية طلاب المرحلة الجامعية عن طريق امتحانات القبول التي تنظمها وزارة التعليم والثقافة في جمهورية قبرص.

- يتم حجز عدد من الأماكن للطلاب ذوي الاحتياجات أو الظروف الخاصة.

- التدريس بشكل رئيسي باللغة اليونانية. اللغات الرسمية هي اليونانية والتركية.

- يعتمد نظام النقاط الائتمانية بالجامعة على غرار النظام الأوروبي لتحويل الرصيد والتراكم.

- تعتمد برامج الدراسات في جامعة قبرص على الساعات المعتمدة، عادةً ما تعادل الساعة المعتمدة الواحدة "فصلًا دراسيًا" أسبوعيًا مدته 50 دقيقة لكل فصل دراسي، للتخرج من الجامعة، يجب على الطالب إكمال 120 ساعة معتمدة بنجاح.[6]

## الكليات والأقسام
- كلية العلوم الإنسانية: ثلاثة أقسام ومركز اللغات.

- كلية العلوم البحتة والتطبيقية: خمسة أقسام ومركز علم المحيطات.

- كلية العلوم الاجتماعية والتربية: أربعة أقسام ومركز دراسات النوع الاجتماعي.

- كلية الاقتصاد والإدارة: قسمان، مركز البحوث الاقتصادية ومركز البحوث المصرفية والمالية.

- كلية الهندسة: أربعة أقسام، مركز أبحاث تكنولوجيا النانو، مركز التميز للأبحاث والابتكار KIOS والمركز الدولي لأبحاث المياه NIREAS .

- كلية الآداب: ثلاثة أقسام ووحدة البحوث الأثرية.

- كلية الدراسات العليا.[7]

- كلية الطب.[8]

## الحرم الجامعي:
تتميّز جامعة قبرص الدولية بامتلاكها لأكبر حرم جامعي في قبرص الشّمالية، حيث تبلغ مساحته الإجمالية 924,000 متر مربع، ويقع في موقع استراتيجي في وسط المدينة، على بُعد 15 دقيقة فقط من مطار إرجان. يضم الحرم الجامعي مرافق تعليمية تزيد مساحتها عن 500,000 متر مربع، بالإضافة إلى مختبرات ومراكز أبحاث تمتد على مساحة 6,000 متر مربع. كما يوفر الحرم مساحات مفتوحة للأنشطة الثقافية والترفيهية التي تنظمها الجمعيات والنوادي الطلابية، ويحتوي على مركز ترفيهي، وصالة سينما، والعاب، إلى جانب مركز صحي ومركز للإرشاد النّفسي، لدعم الطلاب في مواجهة التّحديات والتكيف مع الحياة الجّامعية.
يضم الحرم 12 كلية منها كلية الطب وطب الأسنان والهندسة والصيدلة والحقوق والعلوم الصحية، حيث يتم تقديم أكثر من 70 برنامجًا لمرحلة البكالوريوس، كما يحتوي على 8 مدارس مهنية توفر 16 برنامجًا لدرجة الزمالة، بالإضافة إلى معهد للدراسات العليا يقدم أكثر من 100 برنامج لدرجتي الماجستير والدكتوراه. 

## سكن الجّامعة القبرصية:
توفر جامعة قبرص الدولية التركية مرافق سكنية واسعة للطلاب الدوليين تضم العديد من المباني، وتتنوع خيارات السّكن بين غرف فردية وغرف ثنائية وغرف رباعية وشقق فردية أو مزدوجة ، بغرفتين أو ثلاث غرف نوم.